# Hradec (Plzeň)
Hradec é uma comuna checa localizada na região de Plzeň, distrito de Plzeň-jih.

## Galeria

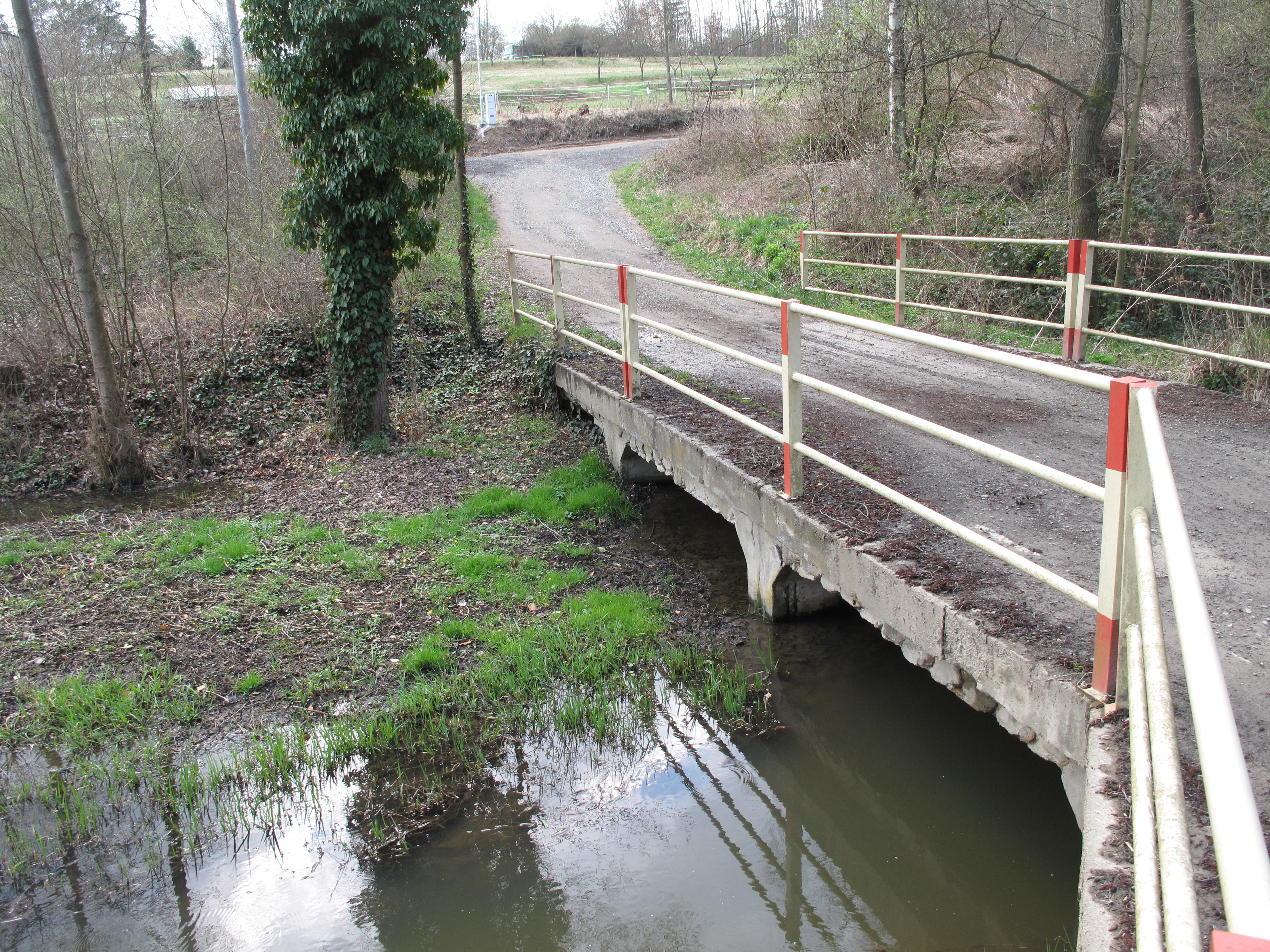
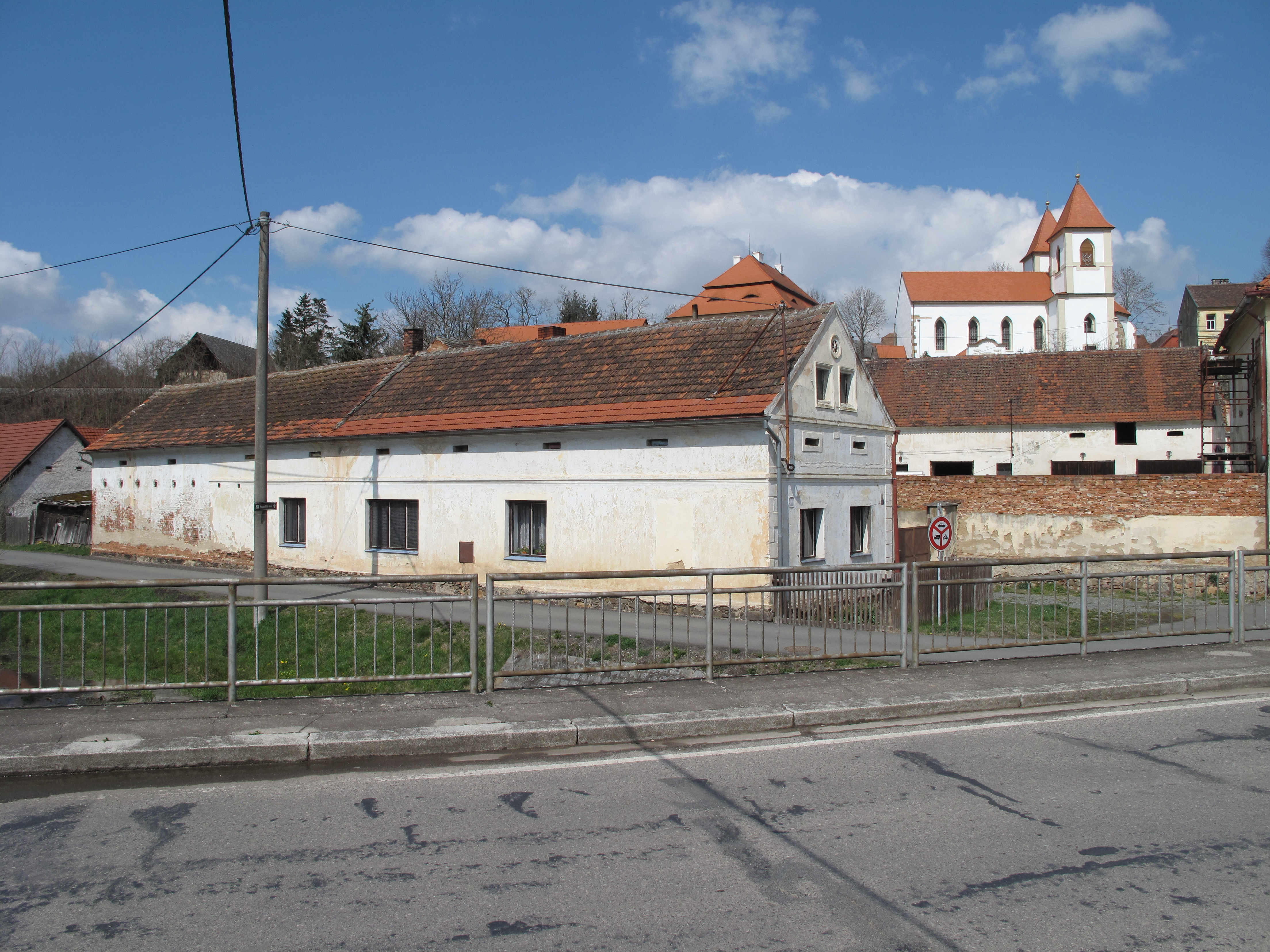
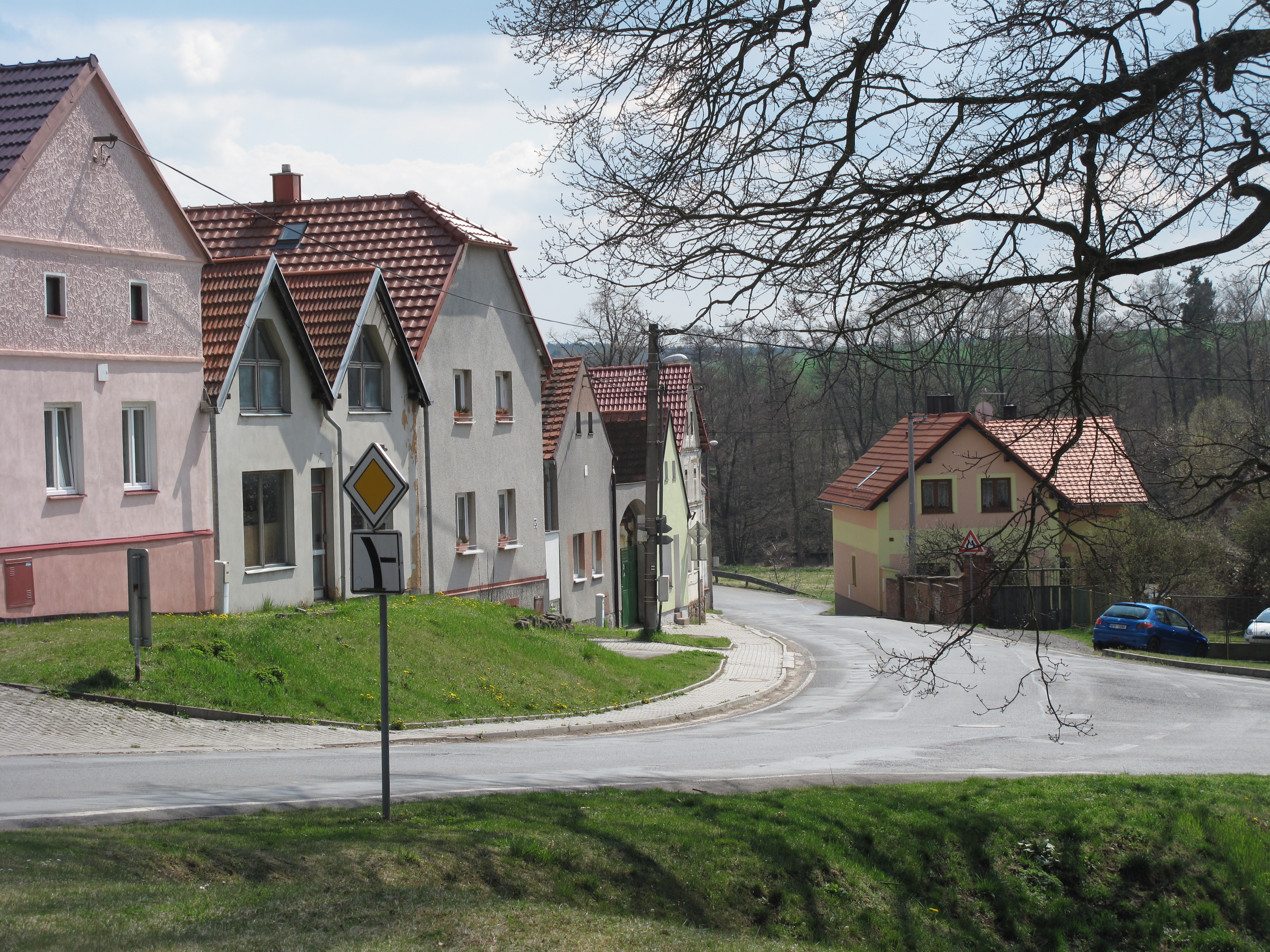
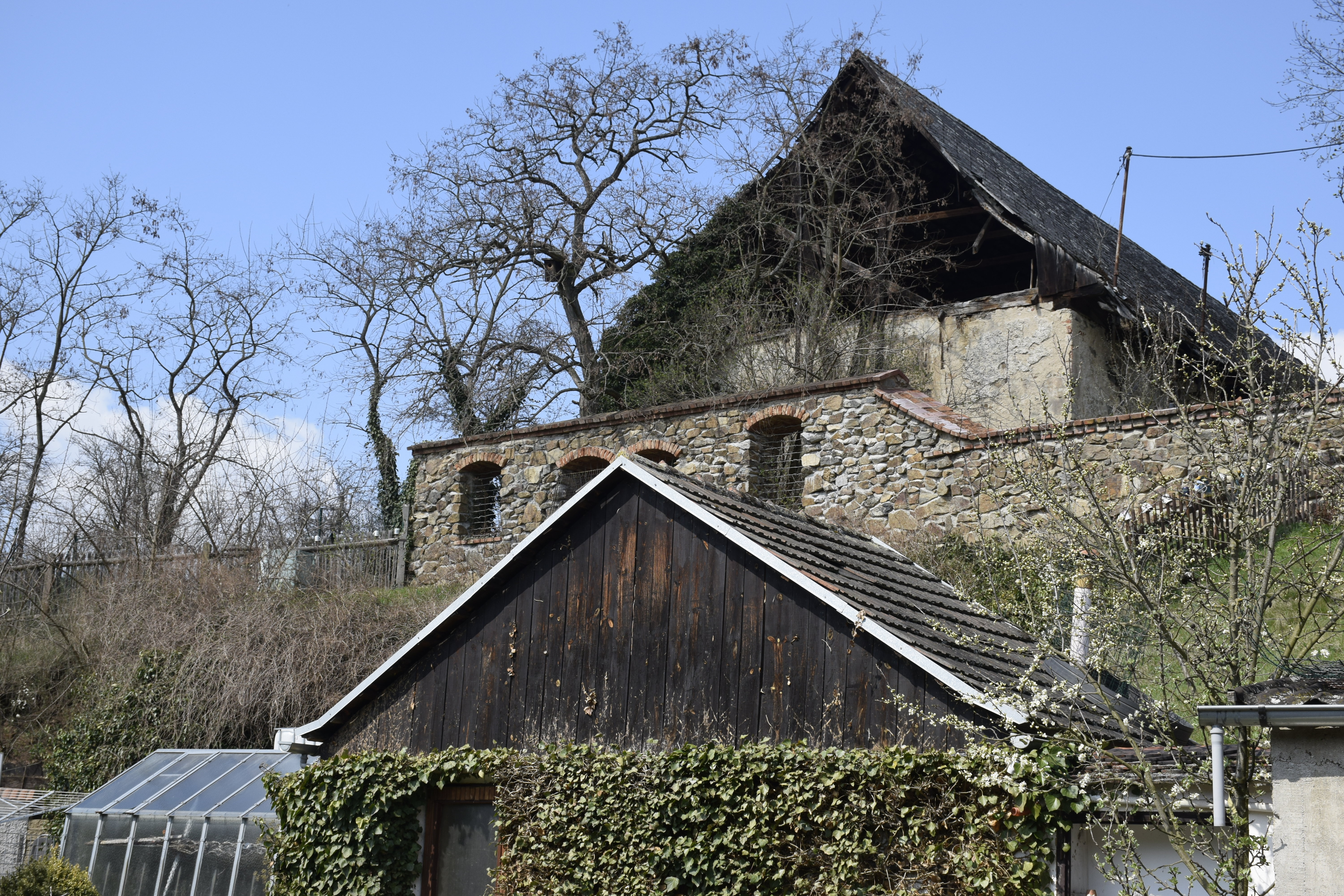